# Lac des Pygargues
Pour les articles homonymes, voir Pygargue (homonymie).
Le lac des Pygargues est plan d'eau douce traversé par un cours d'eau non identifié, coulant dans Eeyou Istchee Baie-James, dans la région administrative du
Nord-du-Québec, dans la province de Québec, au Canada.
La surface du lac des Pygargues est habituellement gelée de la fin octobre au début mai, toutefois la circulation sécuritaire sur la glace se fait généralement de la mi-novembre à la fin d'avril.

## Géographie
Les principaux bassins versants voisins du lac des Pygargues sont :
- côté nord : lac Cawachagamite, lac Thereau, la Grande Rivière ;
- côté est : rivière Rupert, lac Woollett, lac Capichinatoune, lac Mistassini ;
- côté sud : rivière Rupert, rivière Natastan, lac Bellinger, lac Miskittenau ;
- côté ouest : lac Mesgouez, rivière Rupert, lac La Bardelière[1].

Situé à l'ouest du lac Mistassini et au nord-est du lac Mesgouez, le lac des Pygargues comporte une superficie de 13,52 km2. D'une nature difforme, ce lac a longueur de 11,8 km, une largeur maximale de 3,3 km et une altitude de 332 m.
Ce lac comporte deux grandes parties qui sont délimités par une presqu'île rattachée à la rive Ouest, s'étirant sur 0,9 km vers l'est, soit vers une île du centre du lac :
- partie nord (longueur : 6,0 km, largeur maximale : 3,3 km) comportant une baie s'étirant sur 2,0 km vers le nord ; cette dernière est reliée à une baie secondaire s'étirant sur 1,4 km vers l'est. Cette partie du lac comporte aussi une presqu'île s'étirant sur 2,2 km vers le sud-ouest, soit vers le centre du lac. Un cours d'eau non identifié (venant du nord) se décharge vers le milieu de la rive est du lac, puis traverse le lac des Pygargues vers le sud-ouest sur 7,9 km.
- partie sud (longueur : 5,8 km ; largeur maximale : 3,2 km) comportant un archipel dans la zone Sud et l'embouchure du lac est située au sud-ouest[1].

L'embouchure du lac des Pygargues est localisée au sud-ouest, au fond d'une baie, soit à :
- 53,6 km au nord-ouest du lac Mistassini ;
- 77,3 km au nord-est de l'embouchure du lac Mesgouez lequel est traversé par la rivière Rupert ;
- 115,5 km au nord-ouest du centre du village de Mistissini ;
- 171,8 km au nord-ouest du centre-ville de Chibougamau ;
- 181,5 km au nord-est de l'embouchure du lac Nemiscau ;
- 322,2 km à l'est de la confluence de la rivière Rupert et de la baie de Rupert[1].

À partir de l'embouchure du lac des Pygargues, le courant coule sur 20,0 km en formant un grand S en traversant deux autres lacs avant de rejoindre la rive nord  de la rivière Rupert. De là, le courant de la rivière Rupert coule vers le sud-ouest, notamment en traversant le lac La Bardelière et le lac Mesgouez, en se dirigeant vers l'ouest jusqu'à la rive est de la baie James.

## Toponymie
Le toponyme "lac des Pygargues" a été officialisé le 25 juillet 1995 par la Commission de toponymie du Québec.